# Psychomyia maharaksa
Psychomyia maharaksa är en nattsländeart som beskrevs av Schmid 1961. Psychomyia maharaksa ingår i släktet Psychomyia och familjen tunnelnattsländor. Inga underarter finns listade i Catalogue of Life.